# تايلر سكوت
تايلر سكوت هو لاعب كرة القدم الكندية كندي، ولد في 21 سبتمبر 1985 في وندسور في كندا.